# Kinh Thương Xót
Kinh Thương Xót (tên khác: “Xin Chúa thương xót chúng con”, tiếng Hy Lạp cổ: Κύριε, ἐλέησον, đã Latinh hoá: Kýrie eléēson, n.đ. 'Xin Chúa, hãy rủ lòng thương') là câu kinh được đọc hay hát vài lần trong nghi thức sám hối khi bắt đầu cử hành thánh lễ theo phụng vụ Công giáo Rôma. Kinh này cũng được đọc trong kinh Thần Vụ và trong nhiều kinh cầu, đặc biệt là Kinh Cầu Các Thánh. Trong các Hội thánh Đông Phương, người ta có thể chỉ đọc câu này mà không đọc câu "Xin Chúa Kitô thương xót chúng con". Đây là một trong số ít kinh Hy Lạp được dùng trong nghi lễ Latinh và hầu chắc đó là dấu vết còn lại của một kinh cầu trong phụng vụ.
Sau Kinh Thương Xót, đọc hoặc hát Kinh Vinh Danh mỗi thánh lễ Chúa Nhật ngoài Mùa Chay và Mùa Vọng cùng trong các lễ trọng.
Bản tiếng Việt
Linh mục hoặc ca đoàn:
Xin Chúa thương xót chúng con.

Cộng đoàn:
Xin Chúa thương xót chúng con.
Linh mục hoặc ca đoàn:
Xin Chúa Kitô thương xót chúng con.
Cộng đoàn:
Xin Chúa Kitô thương xót chúng con.
Linh mục hoặc ca đoàn:
Xin Chúa thương xót chúng con.
Cộng đoàn:
Xin Chúa thương xót chúng con.